# 사르디스

리디아 제국의 사르디스와 다른 도시들

사르디스(Sardis) 또는 사르데이스 (Sardes, 고대 그리스어: Σάρδεις, 리키아어: 𐤳𐤱𐤠𐤭𐤣)는 현재 튀르키에 마니사 주에 위치한 고대 리디아 왕국의 수도로, 현재의 사르트 (Sart)에 해당한다. 페르시아 제국의 중요한 도시였으며, 그리고 로마 제국의 총독이 다스리던 곳이었다. 그리고 로마 후기와 비잔티움 제국내의 리디아 속주의 수도였다. 소아시아 일곱 교회 중의 하나로 주민들은 나약하기로 유명하였다.
그 중요성은 먼저 그 군사적인 힘과 내부에서 에게 해변으로 도달하는 고속도로 상에 위치하는 교통 그리고 헤르무스의 넓고 비옥한 평원 때문이다.
사르디스는 트몰로스 산의 기슭, 헤르무스 계곡의 중앙에 요새를 형성한 가파르고 높은 돌출부에 위치한다. 그것은 헤르무스의 남쪽 4km에 위치한다. 오늘날 위치는 살리흘리 근처의 사르트 마을에 의해 확인된다.